# Acipenser mikadoi
Lo storione di Sakhalin (Acipenser mikadoi Hilgendorf, 1892) è un pesce della famiglia degli Acipenseridi. Vive in Cina, Giappone, Corea del Nord, Corea del Sud e Russia.